# عبدالحمید صابیری
عبدالحمید صابیری (آلمانی: Abdelhamid Sabiri؛ زادهٔ ۲۸ نوامبر ۱۹۹۶) بازیکن فوتبال مراکشی‌الاصل اهل آلمان است.
از باشگاه‌هایی که در آن بازی کرده‌است می‌توان به باشگاه فوتبال نورنبرگ اشاره کرد.
وی همچنین در تیم ملی فوتبال زیر ۲۱ سال آلمان بازی کرده‌است.